# Офлага
Офла̀га (на италиански: Offlaga, на източноломбардски: Oflaga) е малко градче и община в Северна Италия, провинция Бреша, регион Ломбардия. Разположено е на 73 m надморска височина. Населението на общината е 4309 души (към 2013 г.).